# Vercurago
Vercurago (AFI: /verkuˈraɡo/; Vercürach in dialetto bergamasco e in dialetto lecchese) è un comune italiano di 2 651 abitanti della provincia di Lecco in Lombardia. Posto all'estremo occidentale della Valle San Martino al confine con Lecco, il comune si estende su 2,12 km² risultando uno dei meno estesi d'Italia. Compreso tra il monte Mudarga e il lago di Garlate, è interamente attraversato dal torrente Gallavesa che segna il confine naturale con Calolziocorte.
Abitato fin dalla prima età del ferro, il paese di Vercurago fu menzionato per la prima volta in un testamento dell'814. In età comunale fu annesso al Ducato di Milano, per poi passare nel 1454 alla Repubblica di Venezia. Il confine tra i due stati fu segnato per oltre tre secoli dal castello dell'Innominato, da cui Alessandro Manzoni trasse ispirazione per l'ambientazione di alcuni capitoli de I promessi sposi. Nel corso del XVI secolo san Girolamo Emiliani stabilì la sua congregazione nella frazione di Somasca, questa in seguito alla sua morte realizzò un santuario e un Sacro Monte a lui dedicato.

## Geografia fisica

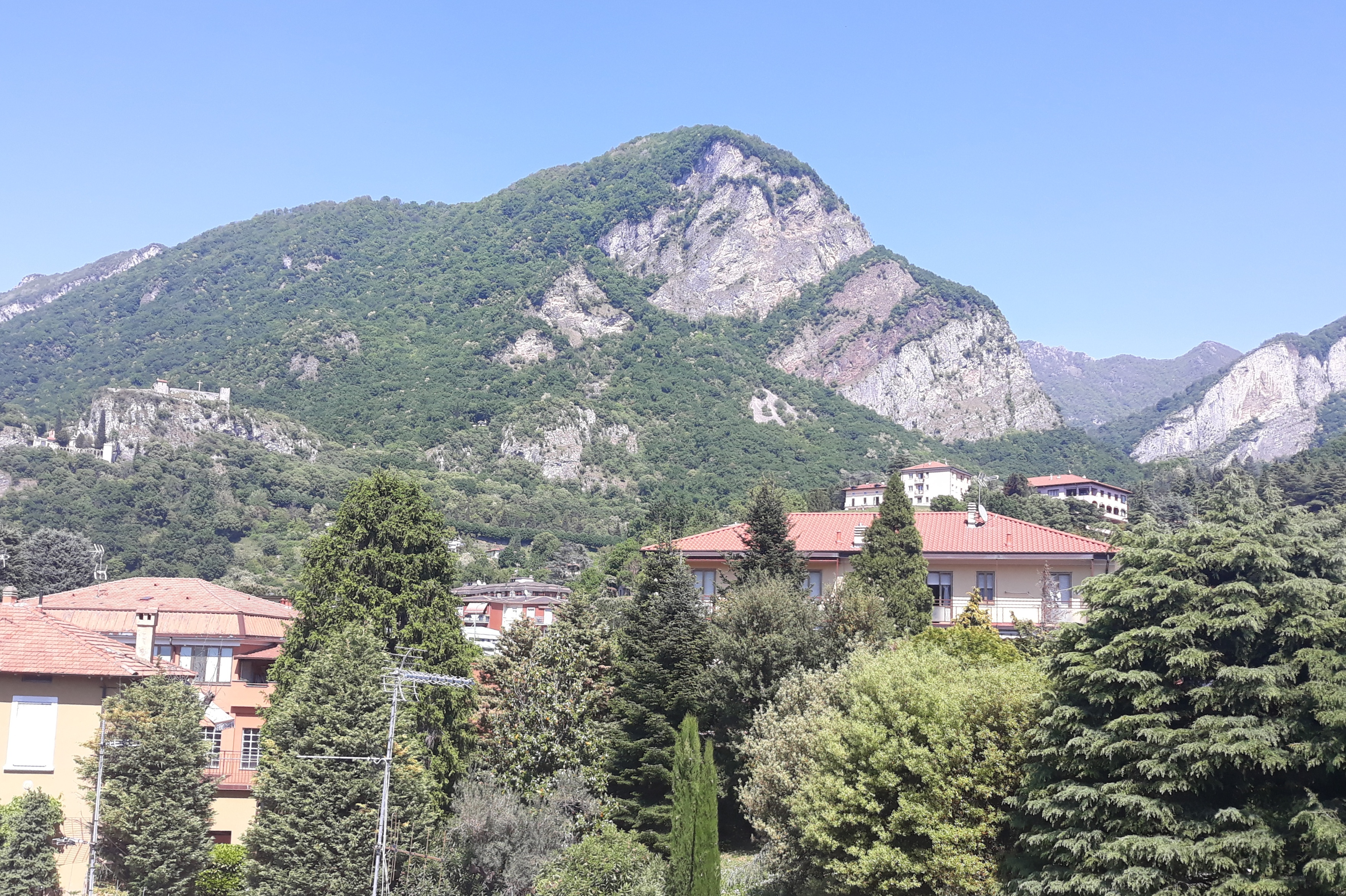
Il monte Mudarga e il castello dell'Innominato

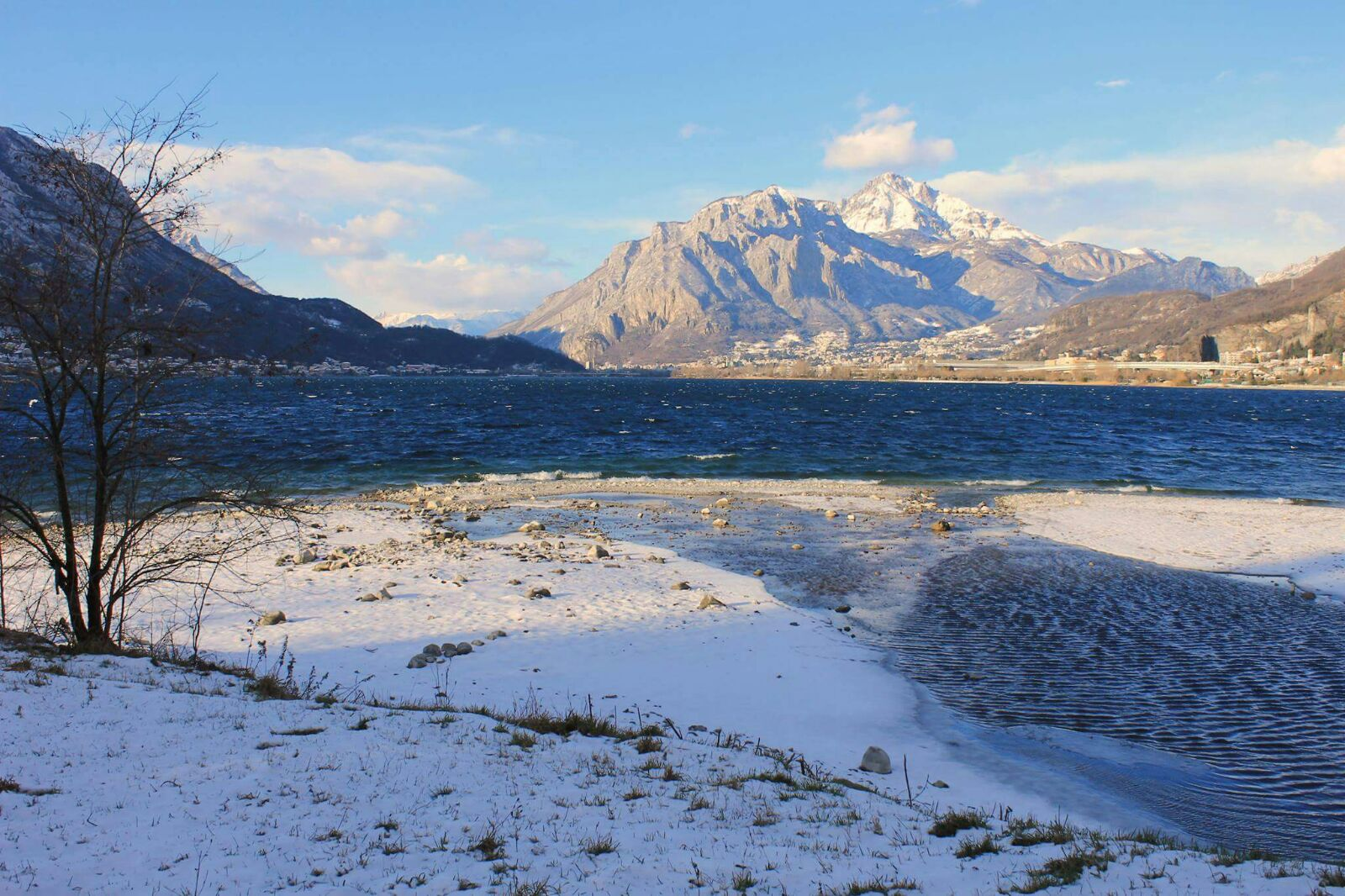
La foce del torrente Gallavesa innevata e il lago di Garlate

### Territorio
La Suddivisione Orografica Internazionale Unificata del Sistema Alpino inserisce il territorio di Vercurago nel supergruppo alpino delle Prealpi Bergamasche Occidentali. La casa comunale è situata a 225 m s.l.m. il punto più basso è collocato a 197 m s.l.m. sul lago di Garlate mentre il più alto a 640 m s.l.m. sul monte Mudarga. La fascia montana e la frazione di Somasca sono caratterizzate da diverse tipologie di rocce sedimentarie: maiolica, peliti, sass de la Luna, marne bianche grigie e rosse, mentre il suolo dell'abitato di Vercurago è prevalentemente composto da depositi fluviali e glaciali che contengono le rocce tipiche del flysch lombardo. La frazione di Somasca è coperta da boschi di latifoglie non molto fitti e caratterizzati dalla presenza del carpino nero, dell'orniello e della roverella. Il territorio è collocato in una zona a bassa sismicità e l'ultimo forte evento sismico avvertito è stato il terremoto di Soncino del 1802, che nella frazione di Somasca si ipotizza abbia raggiunto intensità cinque della scala macrosismica europea.

#### Idrografia
Il comune si affaccia sulla sponda idrografica sinistra del lago di Garlate, che ha come principale immissario ed emissario l'Adda. La costa è in parte coperta dai canneti e le esondazioni sono poco frequenti, le più recenti risalgono al 1987 e al 2002. Il comune è interamente attraversato dal torrente Gallavesa che nasce nel comune di Erve a circa 1700 m s.l.m. e si snoda per 8 km sul confine tra Calolziocorte e Vercurago per poi sfociare nel lago di Garlate. A causa della composizione carbonatica del suolo montano il territorio è caratterizzato dal carsismo, che a Somasca determina la presenza di due ruscelli stagionali affluenti del Gallavesa. I due ruscelli, scorrendo liberamente, sono soliti esondare durante i periodi di forti piogge e in particolare nel 1953 una di queste esondazioni causò ingenti danni ad alcune abitazioni vicine.

### Clima
Il clima di Vercurago è caratterizzato da inverni freddi ed estati calde e afose che risentono dell'azione mitigatrice del lago. Secondo i dati delle vicine stazioni meteorologiche di Calolziocorte e Lecco, le temperature medie nei mesi invernali sono comprese tra i 3 °C e i 5 °C, mentre quelle estive tra i 23 °C e i 24 °C. I venti hanno una velocità media di circa 5 km/h e di rado raggiungono punte massime di 70 km/h. Le precipitazioni sono frequenti e ogni anno mediamente cadono circa 1400 mm di pioggia.

## Origini del nome

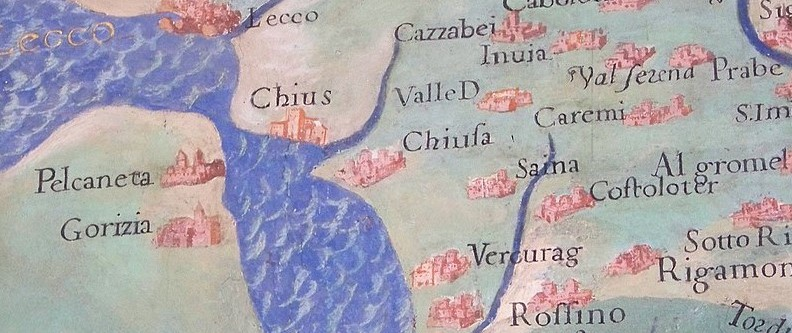
Il toponimo Vercurag dipinto nella galleria delle carte geografiche dei palazzi Vaticani

Nel testamento di Rotprando dell'814 è riportato il toponimo Vercoriaco, che in latino medievale era indicato anche come Vercurate e in lingua volgare Vergurago. A parere degli etimologi Flechia e Olivieri il toponimo potrebbe derivare da un prediale, latifondo romano di epoca imperiale, appartenuto a un certo Vercorius. Il nome del latifondista dovrebbe avere origine celtica in quanto composto dagli elementi gallici ver, "sopra" e corius, "esercito" o "truppa". Il latifondista si sarebbe potuto chiamare anche Vercobius, dove cobio significa "vittoria", o Verconius, dove coni significa "cane" o "lupo". L'etimologo Delamarre invece ipotizza che l'etimo derivi da Vercuriacon, un nome che attesterebbe a Vercorius  la proprietà sul terreno.
La tradizione però vuole che in questo territorio si trovasse un tempio dedicato a Mercurio o a una divinità di origine celtica o germanica e che dal nome della divinità sarebbe poi nato il toponimo Mercuriacus, che con la trasformazione della m in v sarebbe poi diventato Vercuriacus.

## Storia

### Fondazione
Il territorio di Vercurago è frequentato fin dall'età del bronzo, durante la prima metà del II millennio a.C. in Italia settentrionale si sviluppò la cultura di Polada, una cultura archeologica che secondo i reperti rinvenuti a Calolziocorte edificò alcune palafitte lungo le sponde dell'Adda. Il primo insediamento stabile risale invece alla prima età del ferro e dai reperti edilizi e ceramici rinvenuti è riconducibile alla cultura di Golasecca, una cultura celtica i cui reperti sono databili tra il IX secolo a.C. e il V secolo a.C. Lo scavo avvenne nel 1988 in prossimità del castello dell'Innominato, un luogo strategico da cui era possibile controllare il lago e i collegamenti verso le valli alpine.
In epoca romana, a partire dal V secolo a.C fu realizzata la via Bergomum-Comum, una strada romana che metteva in comunicazione i municipi di Bergamo (Bergomum) e Como (Comum) che nel III secolo fu anche dotata di un ponte per l'attraversamento del fiume Adda. Incluso nel circondario di Bergamo il territorio vercuraghese fu soggetto a partire dal I secolo a.C. alla Regio XI Transpadana, per poi passare alla Regio X Venetia et Histria nel I secolo. Con la caduta dell'Impero romano d'Occidente in Italia si affermarono i regni romano-barbarici e il 10 agosto del 490 Eruli e Goti combatterono nei pressi del ponte romano sull'Adda un'importante battaglia, nel corso della quale perse la vita il comes domesticorum Pierius, comandante in capo alle truppe di Odoacre. I regni romano-barbarici furono soppiantati dai Longobardi che tra il VII e il VIII secolo estesero il Ducato di Bergamo fino all'Adda e regnarono in gran parte dell'Italia fino al 774 quando, sconfitti da Carlo Magno entrarono a far parte del Sacro Romano Impero.
L'attestazione dell'esistenza del villaggio di Vercurago si deve al testamento di Rotprando, un documento redatto dal notaio Nannone il 3 marzo 814 in seguito alla morte del nobile longobardo Rotprando de Watingo. Dal testamento si evince che Rotprando trovandosi senza eredi lasciò gran parte dei suoi beni alla basilica di Sant'Ambrogio e permise a un certo Punno di comprare alcuni dei suoi terreni, tra i quali il villaggio di Vercoriaco e l'oratorio di san Protasio. Da un estratto del documento si legge:
(Testamento di Rotprando, 3 marzo 814)
In un documento dell'887 si citò per prima volta la località di Cremellina e in uno datato 1º dicembre 1264 la sua chiesa di San Barnaba. La località scomparve durante le lotte tra guelfi e ghibellini e attualmente corrisponderebbe territorio di confine tra Vercurago e Pascolo, frazione di Calolziocorte.

### Medioevo

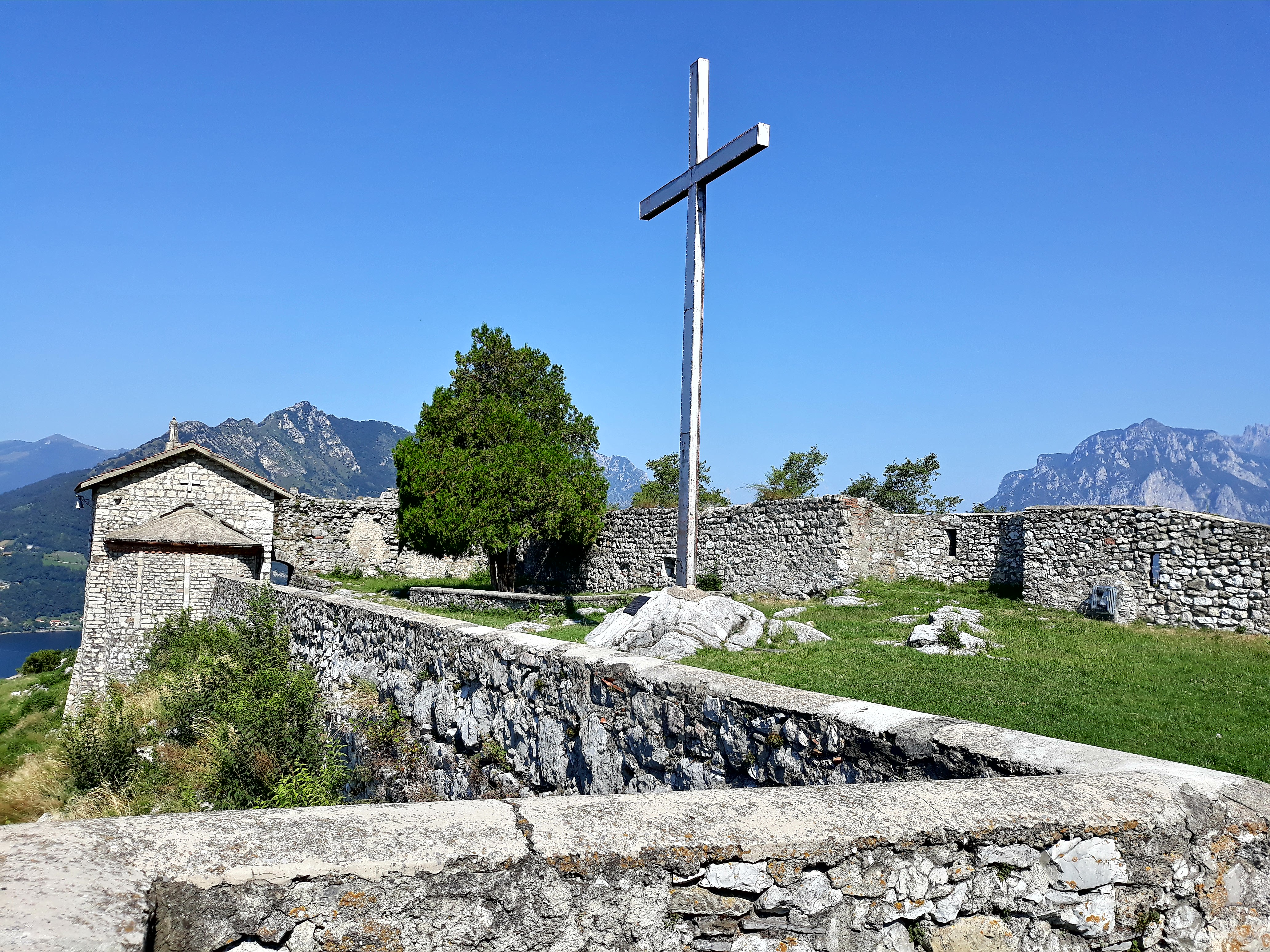
Il castello dell'Innominato, difeso dai Benaglio e nel 1312 ancora di proprietà dei della Torre

In età comunale Vercurago entrò nella sfera di influenza di Milano, in particolare nel XIII secolo sia la chiesa dei Santi Gervasio e Protasio che la chiesa di San Barnaba in Cremellina erano incluse nella pieve di Garlate, una suddivisione amministrativa dell'arcidiocesi di Milano. L'intera Valle San Martino fu poi annessa alla Signoria di Milano nel 1274 da Napoleone della Torre che infeudò Vercurago e Calolzio alla famiglia guelfa dei Benaglio che in Val San Martino possedeva numerose fortezze, tra cui il castello dell'Innominato. I della Torre e i Visconti si contesero il controllo sulla signoria milanese fino al 1277 quando in seguito alla battaglia di Desio il ghibellino Ottone Visconti ottenne la nomina a signore di Milano. Anche dopo la battaglia però la Valle San Martino restò tra i possedimenti dei della Torre che tra il 29 dicembre 1282 e il 1283 riuscirono a rimpossessarsi del lecchese grazie all'intervento di Filippo Benaglio, signore di Vercurago e Calolzio. Lecco e i territori circostanti restarono ai della Torre fino al 1296 quando Matteo I Visconti conquistò la Valle San Martino devastandola e catturando Filippo Benaglio che fu catturato e condotto a Milano.
La guerra tra le due famiglie si concluse nel 1311 con la vittoria di Matteo Visconti su Guido della Torre, a un anno di distanza però i della Torre era ancora proprietari del castello dell'Innominato e continuarono a governare la Valle San Martino fino al 1320 quando Azzone Visconti inviò i suoi eserciti verso la valle, che una volta conquistata fu inclusa nel circondario di Bergamo. Gli abitanti però continuarono a parteggiare per la fazione guelfa tanto che nel 1363 Bernabò Visconti concesse ai ghibellini locali di organizzare autonomamente rappresaglie contro i guelfi della valle. Nel 1373 Vercurago e l'intera valle furono messe a ferro e fuoco da Bernabò Visconti in seguito all'uccisione di suo figlio naturale e primogenito Ambrogio Visconti da parte di alcuni contadini guelfi di Caprino Bergamasco e nel 1376 una rivolta guelfa provocò nuovamente l distruzione della valle. Le violente lotte tra i guelfi di Vercurago e Calolzio e i ghibellini di Olginate e Garlate proseguirono per tutto il secolo: l'8 settembre 1383 i ghibellini olginatesi cacciarono la famiglia Benaglio e furono combattute altre battaglie nell'estate del 1393 e il 27 maggio 1398.
Nel XV secolo il dominio milanese sulla valle fu però messo in discussione dall'espansione in terraferma della Repubblica di Venezia. Il 3 marzo 1426 la Repubblica di Venezia dichiarò guerra al Ducato di Milano, conquistò Vercurago e ne mantenne il controllo fino al 1428 quando con la pace di Ferrara fu ceduta ai milanesi. La pace ebbe breve durata e Vercurago tornò domino veneto tra il gennaio 1431 e il 1433 diventando zona di confine con il milanese. Rimase parte del dominio milanese fino al 1441 con la stipulazione della pace di Cremona e durante questo periodo, nel 1435 la valle di dotò degli Statuta Municipalia Vallis Sancti Martini. La pace durò appena due anni e la valle tornò milanese fino all'11 aprile 1454 quando con la pace di Lodi Venezia, vincitrice della guerra con Milano, ne riottenne definitivamente il dominio. Una volta stabilizzati i confini a Vercurago fu costruita una dogana le cui mura partivano dal castello dell'Innominato per poi arrivare fino all'Adda. Il 9 settembre 1455 il paese fu visitato dall'arcivescovo di Milano Gabriele Sforza e nello stesso anno la parrocchia si distaccò per un breve periodo dalla pieve di Garlate dopo che già lo aveva fatto quella di Somasca. Durante la guerra tra i due stati la valle subì ingenti danni e questo convinse il governo veneto a esentarla dal pagamento delle tasse in alcune annate tra il 1431 e il 1489. Il 18 ottobre 1499 la famiglia Sforza fu spodestata da Luigi XII di Francia che riprese la guerra tra Milano e Venezia.

### Età moderna

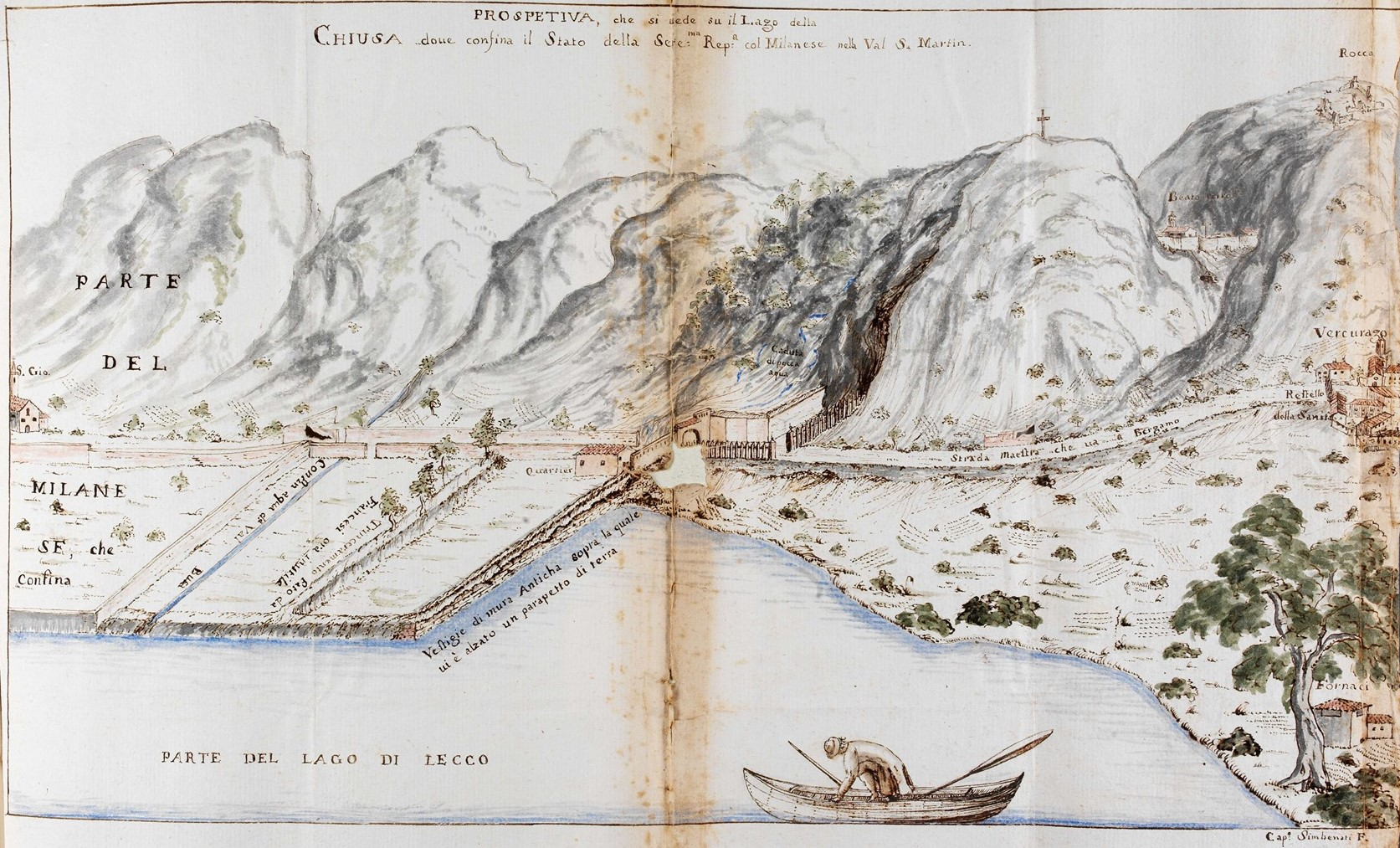
Disegno del XVIII secolo della chiusa di Vercurago

Dopo essersi unito alla Lega di Cambrai nel 1509 il governatore francese di Milano Carlo II d'Amboise entrò in Valle San Martino attaccando il castello dell'Innominato e riuscì a mantenere il possesso della zona fino al 13 agosto 1516 quando con la firma del trattato di Noyon Vercurago tornò ad essere parte della Repubblica di Venezia. Con la seconda guerra di Musso, combattuta nel lecchese dal conte Gian Giacomo Medici fino al 1532, Vercurago fu depredata numerose volte e l'intenzione del fratello del Medici di ricostruire il castello non si compì. Nel 1533 Girolamo Emiliani stabilì la sua Compagnia dei servi dei poveri nel castello dell'Innominato dopo averlo restaurato e l'anno successivo iniziò la sistemazione de "la Valletta" poi nel 1536 iniziò a vivere in un eremo nei pressi della Valletta e l'8 febbraio 1537 morì. Nel 1566 il cardinale Carlo Borromeo visitò Vercurago e decise di separare la parrocchia di Somasca da quella di Calolzio, fondare il primo seminario foraneo della diocesi milanese e spostare i somaschi dal castello all'abitato di Somasca; nel 1574 Vercurago passò dalla pieve di Garlate a quella di Olginate. Nel 1576 scoppiò la peste di San Carlo ed è in questi anni che Vercurago si dotò di un vero e proprio governo.
A fine secolo il porticciolo di Vercurago divenne un importante luogo di scambio commerciale tra Venezia e le Tre Leghe, il governo veneto decise allora di ricostruire la strada che congiungeva Vercurago a Bergamo ed è a Vercurago che nel 1589 Gian Gerolamo Grumelli iniziò le negoziazioni per un'alleanza tra i due stati conclusasi positivamente nel 1603. Le continue violazioni territoriali che avvennero alla dogana di Vercurago causarono già a inizio secolo i primi morti e i primi problemi nella difesa del castello. La situazione si aggravò nel XVII secolo quando i morti lungo il confine con Chiuso superarono la decina, ai problemi di confine si sommò la peste del 1630, e la violenza dei bravi al servizio dei nobili. Inoltre a Vercurago il divieto di pesca sulle rive dell'Adda imposto dalla pace di Lodi causò gravi problemi ai pescatori vercuraghesi che furono costretti a uscire di notte per evitare le ritorsioni degli olginatesi.
Nel 1767 beato Girolamo Emiliani fu proclamato santo e la costruzione della via delle cappelle iniziata nel 1723 poté continuare nel 1787 grazie alle donazioni del senatore veneto Giacomo Emiliani. Con la campagna d'Italia di Napoleone il 24 aprile 1797 Vercurago fu inclusa nel dipartimento della Montagna della Repubblica Cisalpina all'interno del distretto del Caldone per poi passare nel 1798 con l’annessa Somasca al dipartimento del Serio dopo vibranti proteste degli abitanti offesi nella loro identità bergamasca. Nel 1799 durante la campagna italiana di Suvorov le truppe del generale russo transitarono per Vercurago in direzione Lecco distruggendo a cannonate il castello dell'Innominato.

### Età contemporanea

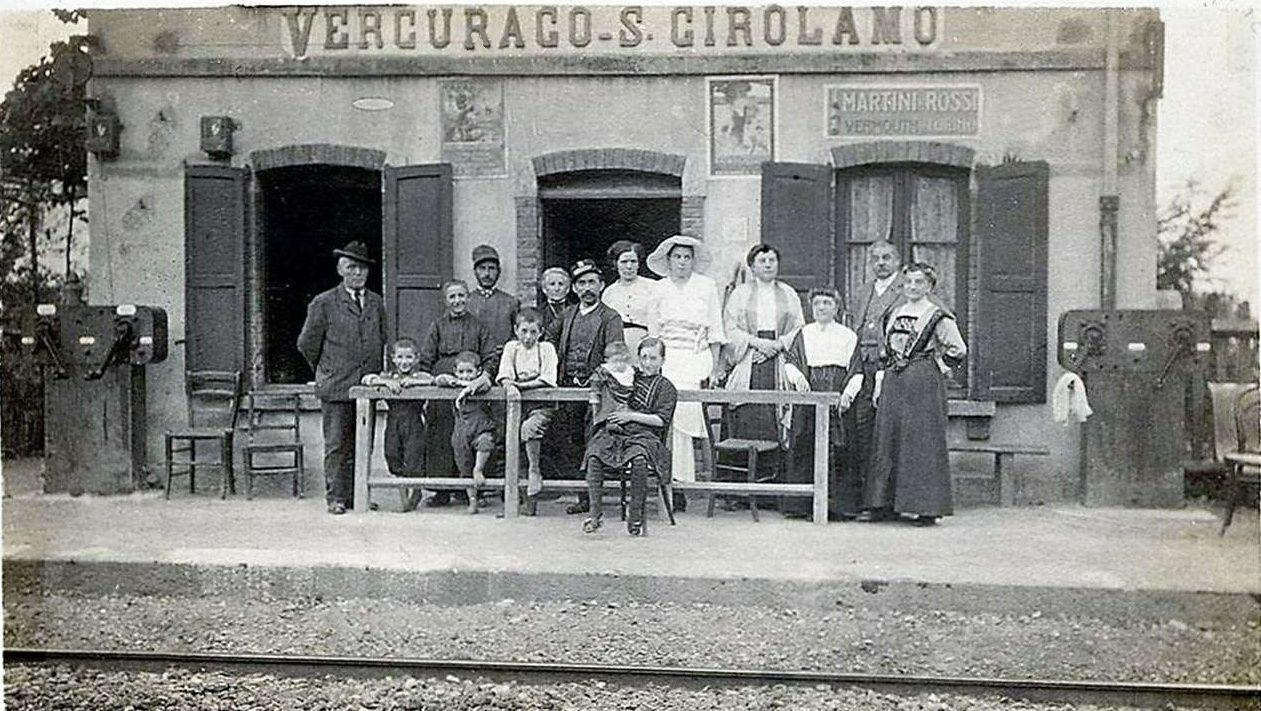
La stazione di Vercurago-San Girolamo nel 1915

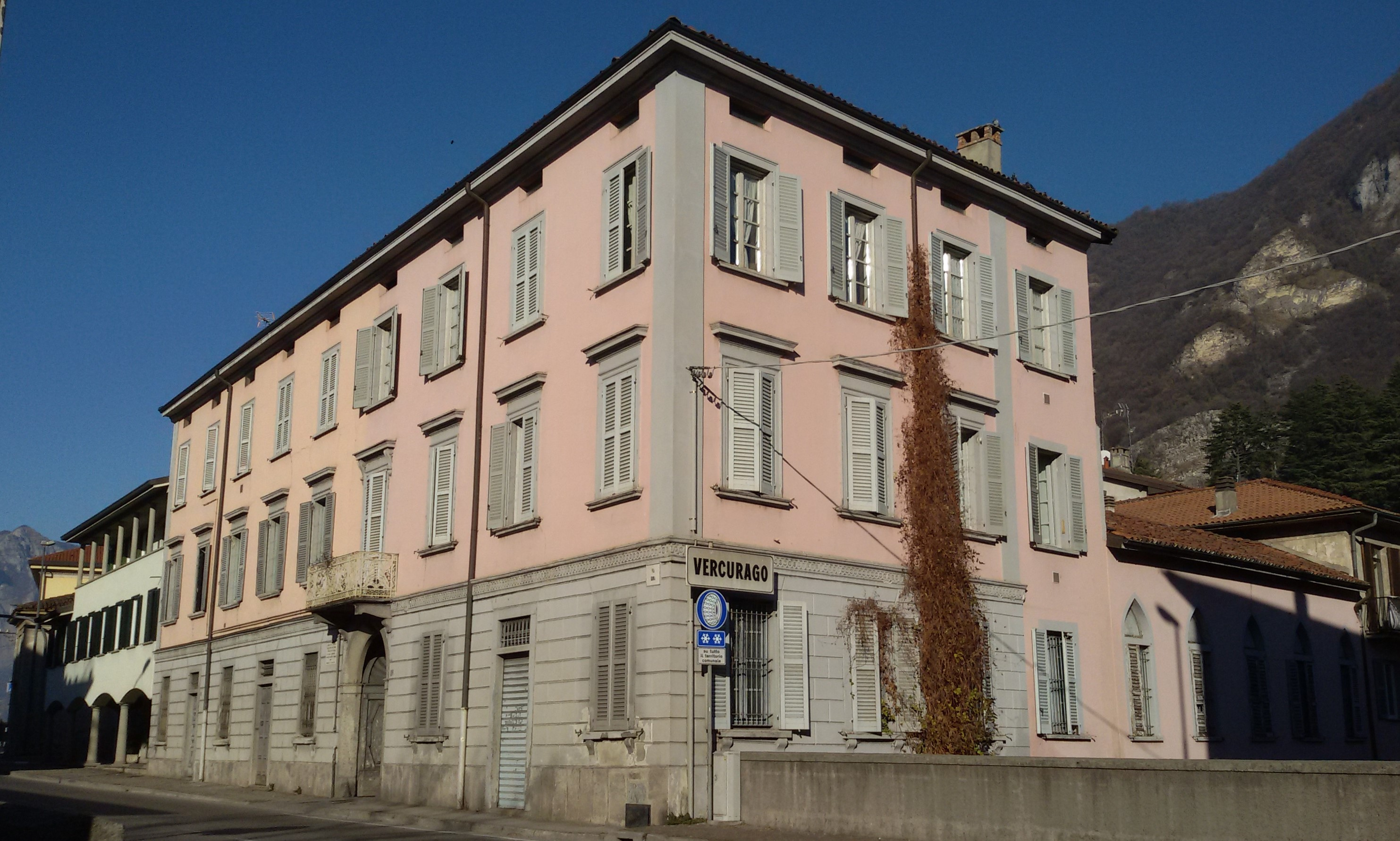
L'Istituto per frenastenici fondato da Antonio Gonelli-Cioni

Dopo la sconfitta di Napoleone e il Congresso di Vienna il 12 febbraio 1816 Vercurago fu inclusa nel distretto VII di Caprino del Regno Lombardo-Veneto e il governo della città fu affidato a un consiglio di quindici membri e a una giunta di due. Gli intellettuali lombardi si opposero al governo reazionario austriaco, tra questi figura il poeta vercuraghese Samuele Biava, che coi suoi testi dai toni risorgimentali fu sospeso dall'insegnamento su richiesta della Biblioteca Italiana. Nel 1829 Caterina Cittadini e la sorella Giuditta iniziarono ad accogliere in una casa di Somasca alcune orfane, fondando il 14 dicembre 1857 l'istituto religioso delle Suore orsoline di San Girolamo. Nel 1837 Vercurago fu colpita da un'epidemia di colera che spinse il comune a richiedere ai padri somaschi la celebrazione di tre messe consecutive dal 17 al 20 luglio.
Con lo scoppio della seconda guerra d'indipendenza italiana il Regno di Sardegna conquistò il Regno Lombardo-Veneto e il 23 ottobre 1859 Vercurago fu inclusa nel circondario di Bergamo. Nel 1862 iniziò la costruzione della ferrovia Lecco-Bergamo che terminò nel 1863 e sulla quale fu aperta la stazione di Vercurago-San Girolamo che dal 27 dicembre 1873, con l'inaugurazione della tratta ferroviaria Calolziocorte-Monza, permise di collegare il paese sia a Bergamo che a Milano. Nel 1865 in base alla legge sull'ordinamento comunale la reggenza del comune fu affidata a un sindaco. Dopo la costruzione delle ferrovie la produzione manifatturiera iniziò a svilupparsi; in questi anni infatti la famiglia Scola costruì due filande attive sul torrente Gallavesa e nel 1889 si annotano diverse attività artigianali. Nel 1891 la casa padronale degli Scola fu convertita dal pedagogista Antonio Gonelli-Cioni in un centro di riabilitazione per bambini affetti da malattie psichiche, il primo di questo tipo in Italia.
Gli anni venti videro l'ascesa del fascismo e il cambiamento della struttura amministrativa del comune, nel 1926 infatti Arturo Borgomanero fu nominato podestà, furono inoltre soppressi i circondari e Vercurago entrò a far parte della provincia di Bergamo. Nel 1939 scoppiò la seconda guerra mondiale e nel settembre del 1943 il Nord Italia passò sotto il governo dello stato fantoccio della Repubblica Sociale Italiana. In questo periodo le rappresaglie contro i partigiani aumentarono e nella notte tra il 16 e il 17 ottobre i militari tedeschi disposero diversi obici 152/13 tra Vercurago e Calolziocorte in modo da accerchiare e annientare le forze partigiane dislocate tra la bassa Valtellina e la bergamasca. L'azione di rastrellamento si protrasse per tre giorni e provocò numerose perdite fra i tedeschi, i quali a seguito della disfatta devastarono e bruciarono i paesi della valle. A seguito del maggiore potere delle forze naziste anche a Vercurago le leggi razziali furono applicate come nella Germania nazista, si conosce infatti la storia di una famiglia di origine ebraica residente a Somasca che nel 1944 riuscì a fuggire in Svizzera prima di essere scoperta dai repubblichini. Nell'aprile del 1945 dopo la fine della guerra il Comitato di Liberazione Nazionale istituì nuovamente la carica di sindaco e nominò primo cittadino di Vercurago Giovanni Battista Valsecchi. Con l'avvento degli anni sessanta cominciò una forte espansione urbanistica che diede avvio alla costruzione di diversi condomini con un conseguente aumento della popolazione. Dal punto di vista amministrativo nel 1992 Vercurago entrò a far parte della provincia di Lecco.

### Simboli
Il 4 ottobre 1969 la giunta comunale incaricò il professore milanese Giuseppe Bonfanti di ideare lo stemma e il gonfalone di Vercurago, poi realizzati dal pittore vercuraghese Giovanni Secomandi. Lo stemma richiama le lotte tra guelfi e ghibellini che hanno interessato il paese tra il XIII e il XIV secolo. In particolare lo sfondo azzurro su cui campeggia il castello dell'Innominato, principale monumento della città e luogo legato al patrono san Girolamo Emiliani, richiama la fazione guelfa vercuraghese. Lo sfondo rosso invece quella ghibellina e la lancia, la feccia e le due palle astate rappresentano le lotte tra le due fazioni. Lo stemma fu approvato il 3 dicembre 1970 dal presidente della repubblica Giuseppe Saragat e dal presidente del consiglio Emilio Colombo.
(Statuto comunale, Capo I, Art. 1 – Elementi costituitivi)

## Monumenti e luoghi d'interesse

### Architetture religiose

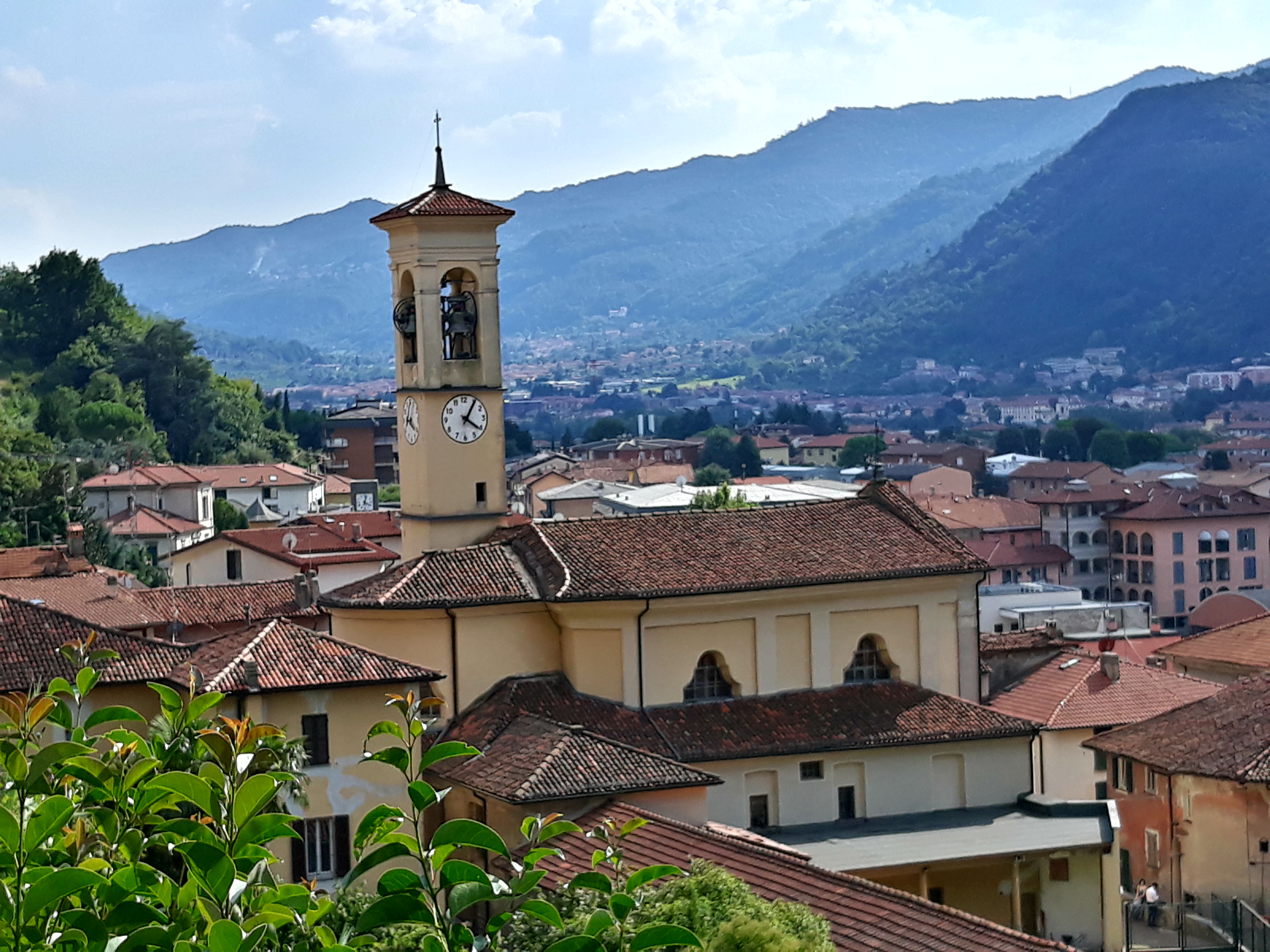
La chiesa dei Santi Gervasio e Protasio

Chiesa dei Santi Gervasio e Protasio
La chiesa parrocchiale di Vercurago è dedicata fin dal IX secolo ai santi Gervasio e Protasio e la sua comparsa nel testamento di Rotprando la rende la più antica chiesa documentata della provincia di Lecco. Rinnovata nel 1550 nelle forme tipiche dello stile tardogotico, il suo aspetto attuale è dovuto a un completo intervento di rifacimento operato nel 1750 dall'architetto milanese Carlo Giuseppe Merlo secondo lo stile rococò e all'aggiunta di un protiro neoclassico nel 1842. Consacrata il 20 settembre 1857 la chiesa è affiancata da un campanile e ha pianta rettangolare a navata unica. All'interno gli affreschi delle medaglie della volta sono opera di Luigi Galizzi e risalgono al 1870 mentre quelli del presbiterio sono di epoca settecentesca.
Sulla parete sinistra dell'edificio è presente la cappella della Madonna di Lourdes, costruita dai Disciplinati di Bergamo sul finire del XVIII secolo ha il presbiterio occupato da una grotta in pietra che ospita le statue della Madonna e della religiosa Bernadette Sobirous.

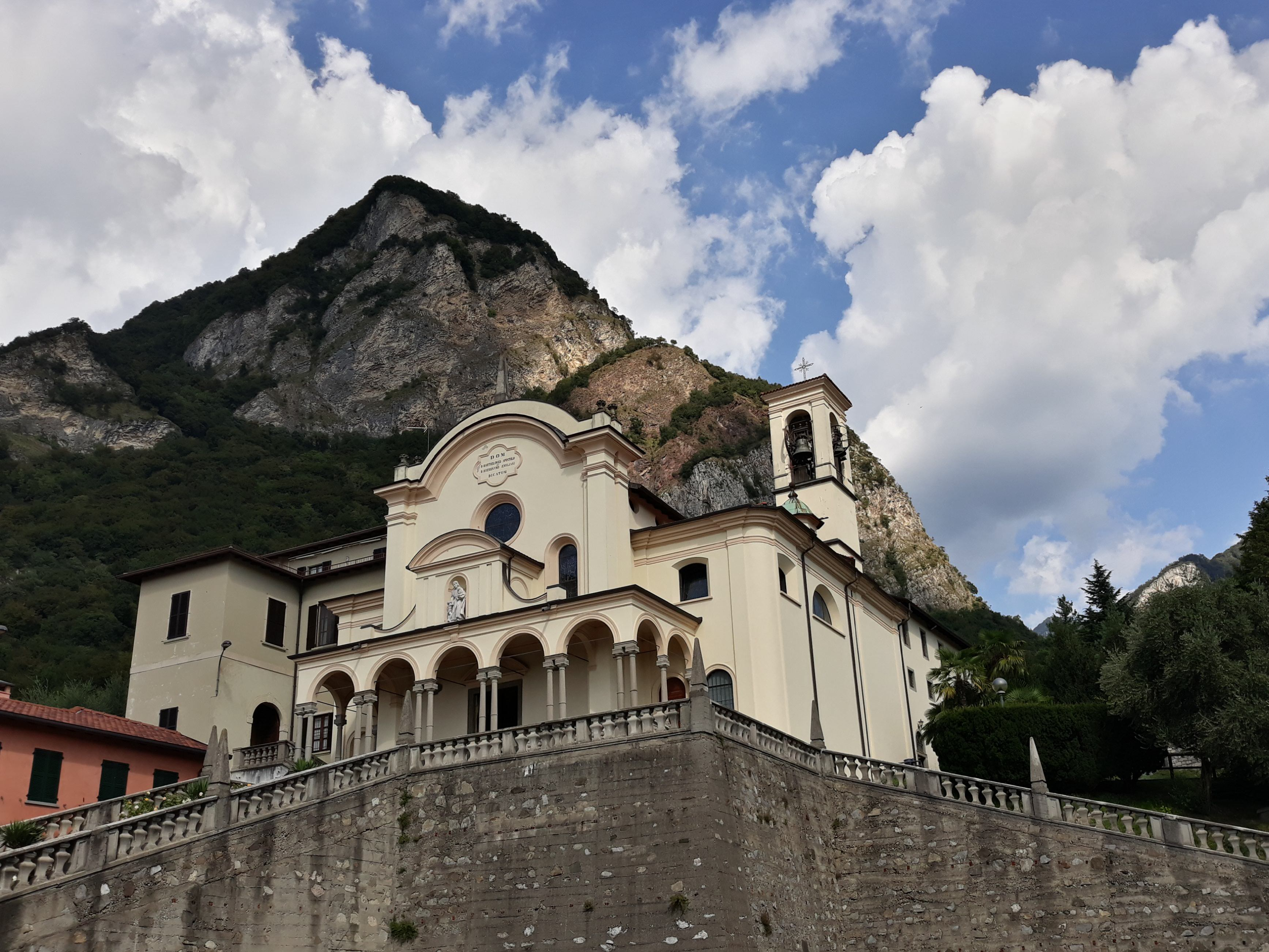
Il Santuario di San Girolamo Emiliani

Santuario di San Girolamo Emiliani
Ufficialmente conosciuto come basilica di San Bartolomeo e San Girolamo Emiliani, fu edificato dai chierici regolari di Somasca a partire dal 1592 sulla precedente chiesa parrocchiale di Somasca dedicata a san Bartolomeo. Nel corso del XVII secolo la chiesa fu dotata di campanile e ampliata per poi essere nuovamente allungata nel 1892 dell'architetto Antonio Piccinelli che fece ricostruire anche la facciata, mentre all'interno fu affrescata da Luigi Galizzi. Conclusi i lavori, nel 1893 papa Leone XIII dedicò la chiesa anche a san Girolamo Emiliani e nel 1959 papa Giovanni XXIII la elevò a basilica minore. Fino al 1967 ai lati della basilica sorgevano le cappelle dedicate alla Madonna del Rosario e a san Girolamo Emiliani, poi inglobate all'interno della basilica con la costruzione delle due navate laterali.

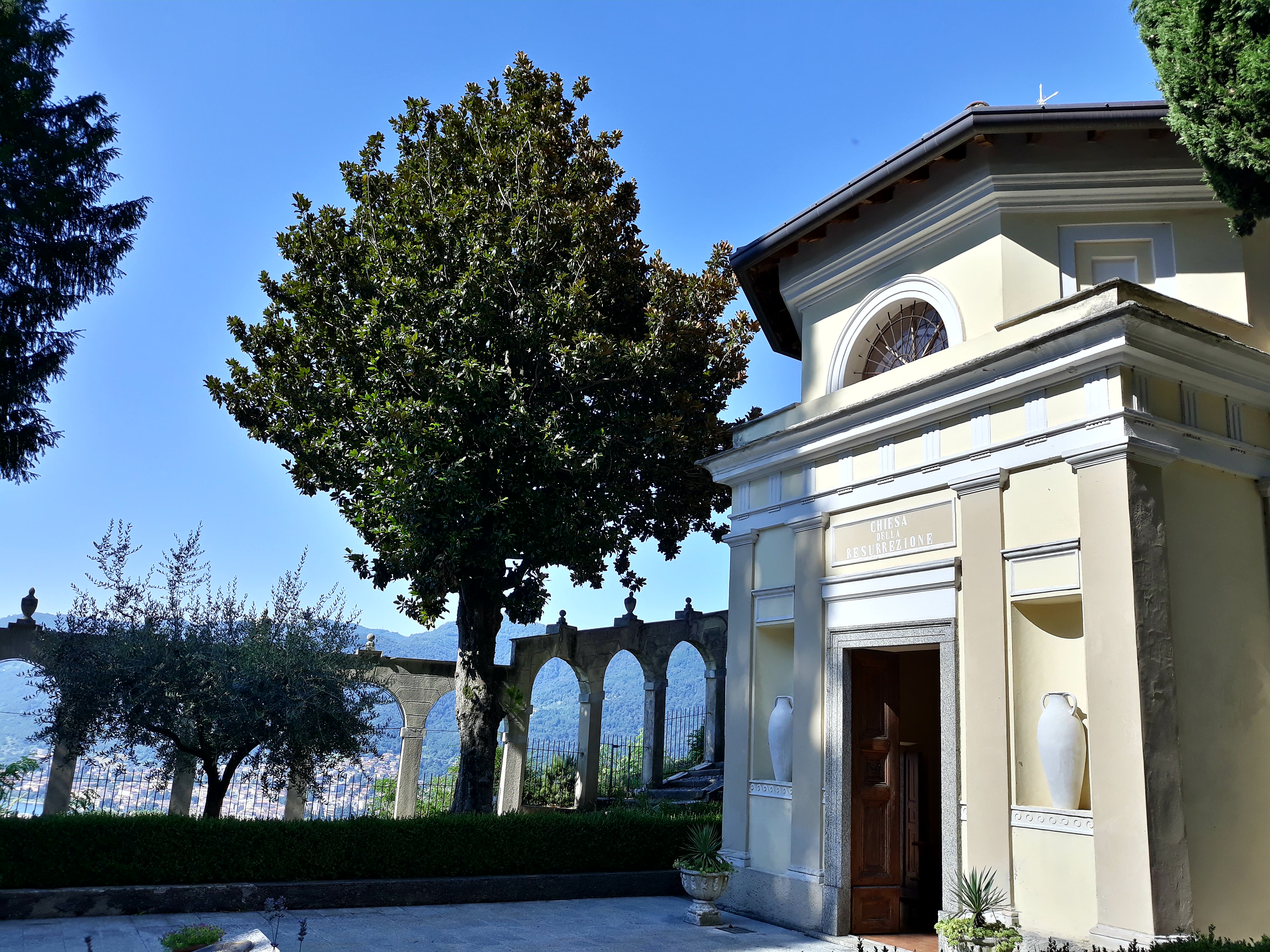
La chiesa della Resurrezione sul Sacro Monte di Somasca

Sacro Monte di Somasca
Il Sacro Monte è dedicato a san Girolamo Emiliani che qui visse tra il 1533 e il 1537, anno della sua morte, con la sua compagnia dei servi dei poveri poi rinominata dei chierici regolari di Somasca. Tra il XVII e il XVIII secolo i padri somaschi acquistarono tutti i terreni del Sacro Monte che fu poi realizzato nel corso del XIX secolo. L'ingresso del Sacro Monte è contrassegnato da un arco in pietra da cui parte un viale affiancato da dieci cappelle nelle quali sono rappresentati episodi salienti della vita del santo. Alla metà del viale si apre una Scala Santa che conduce all'Eremo in cui il santo era solito ritirarsi nell'ultimo anno della sua vita.
Concluso il viale si entra a "la Valletta" uno spazio costituito da due piazze sfalsate collegate tra loro da una scalinata e adornata da numerose arcate inserite nel 1928. Nella piazza alla quota inferiore si trova il campo santo dei padri somaschi e la chiesa della Resurrezione: in stile neoclassico fu costruita nel 1815 su progetto di Giuseppe Bovara. Nella piazza superiore invece è presente la chiesa di San Girolamo Emiliani.
Chiesa di Maria Madre degli Orfani
La chiesa sorge nella casa in cui tra il 1533 e il 1537 visse e morì san Girolamo Emiliani che dopo essere stata acquistata dai chierici regolari di Somasca l 4 febbraio 1738 fu convertita in un oratorio dedicato a Maria Addolorata. Grazie all'acquisto degli edifici circostanti nel 1898 la chiesa fu ampliata e ristrutturata dall'architetto Antonio Piccinelli e il 26 settembre 1953 fu riconsacrata dal patriarca di Venezia Angelo Giuseppe Roncalli a Maria Madre degli Orfani.

#### Edicole votive e cappelle
Nel comune sono presenti diverse edicole votive dedicate alla Madonna e a san Girolamo Emiliani. A Somasca è presente la cappella dedicata ai caduti delle due guerre affiancata dal monumento a tutti gli Alpini mentre al confine con Calolziocorte è posta la cappella della casa padronale degli Scola. Altre cappelle di interesse storico sono:

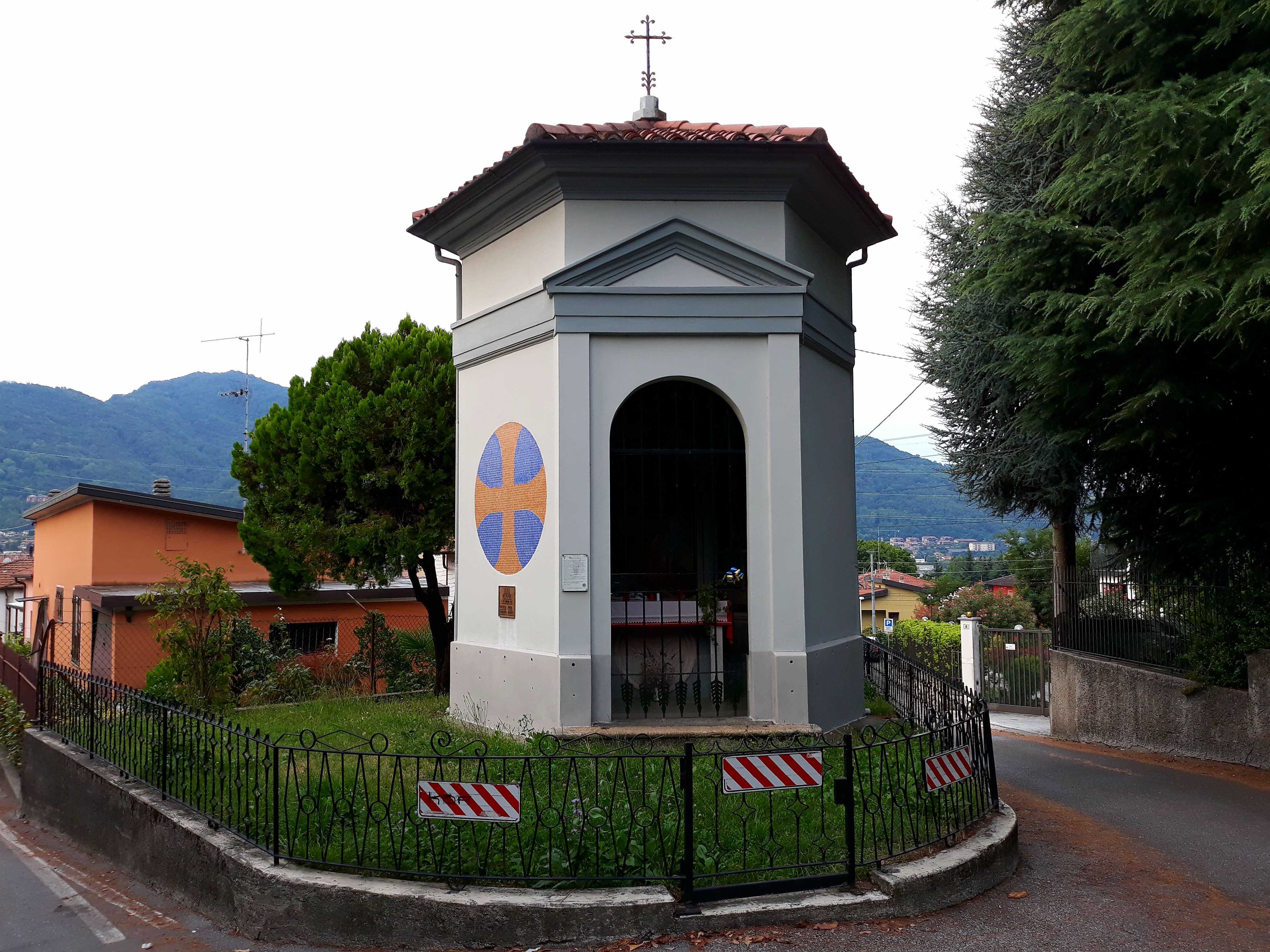
La cappella di San Mauro

Cappella di San Mauro
La cappella, risalente alla seconda metà del XVIII secolo, ha pianta esagonale e segue le forme dello stile neoclassico. La facciata è costituita da due lesene che sorreggono un timpano posizionato su un cornicione che percorre l’edificio, mentre all'interno sono affrescati alcuni episodi della vita di san Mauro abate risalenti al 1961. All'esterno sulla parete sinistra adiacente alla facciata si trova un mosaico circolare del 1981 che rappresenta una croce arancione su sfondo blu.

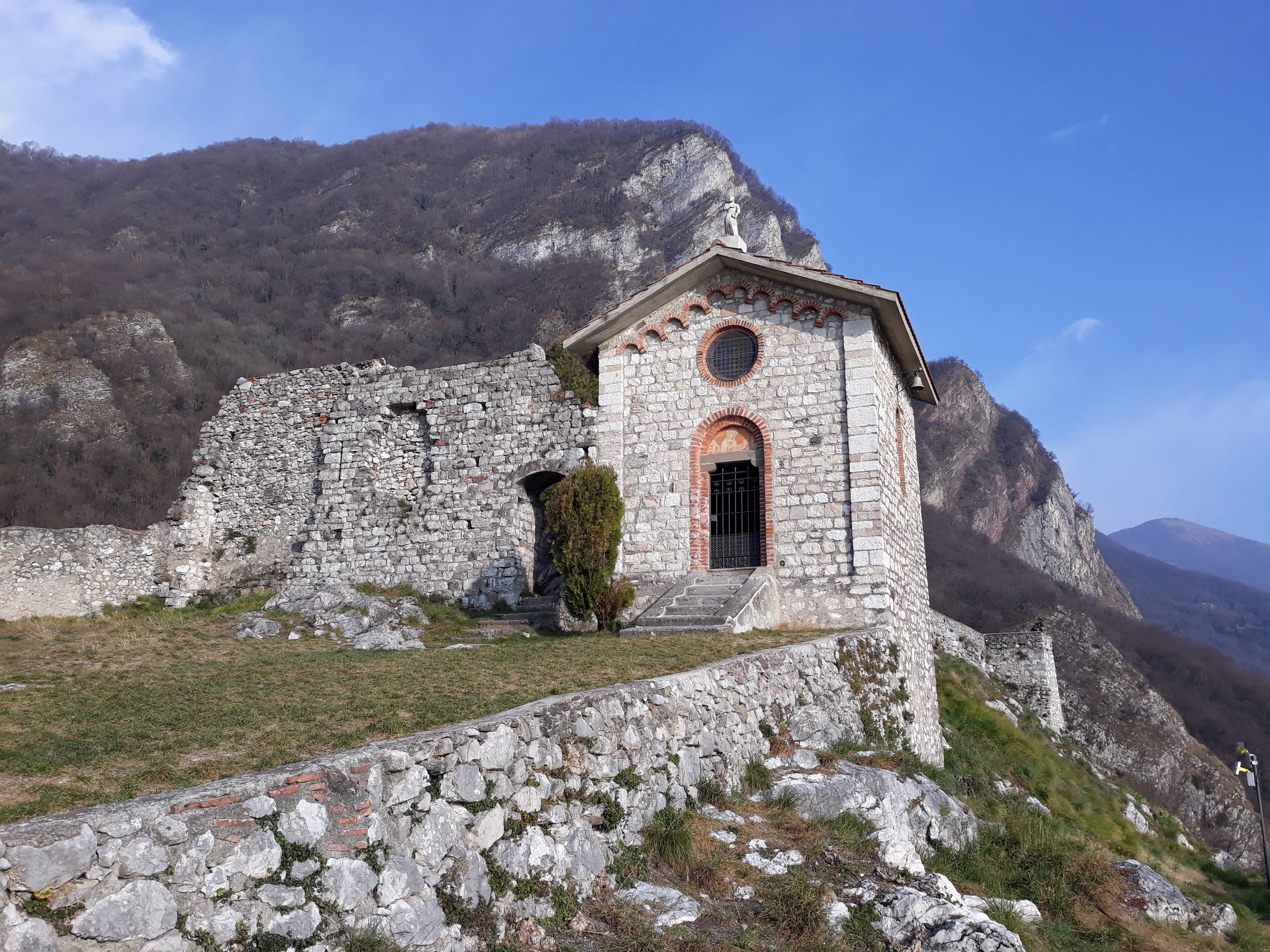
La cappella di Sant'Ambrogio all'ingresso del castello dell'Innominato

Cappella di Sant'Ambrogio
La cappella fu costruita all'ingresso del castello dell'Innominato e dedicata a sant'Ambrogio probabilmente nella seconda metà del XIV secolo, ma a causa delle continue lotte tra guelfi e ghibellini fu abbandonata. La cappella fu poi ripristinata nel 1534 da san Girolamo Emiliani che qui costruì anche una cisterna, ma in seguito alla sua morte fu nuovamente abbandonata per poi essere rasa al suolo dai cannoni russi nel 1799 durante la campagna italiana di Suvorov. Nel settembre del 1892 l'architetto Antonio Piccinelli ritrovò le fondamenta della cappella e decise di ricostruirla nel 1894 per poi ultimare i lavori l'anno seguente.

### Architetture civili
Villa BorgomaneroNel centro storico cittadino vicino al municipio è presente Villa Borgomanero, una villa con giardino in stile liberty costruita dalla famiglia di impresari edili Secomandi nei primi anni del XX secolo e dal 2002 è protetta dalla Soprintendenza Regionale per i Beni e le Attività Culturali di Milano.

### Architetture militari

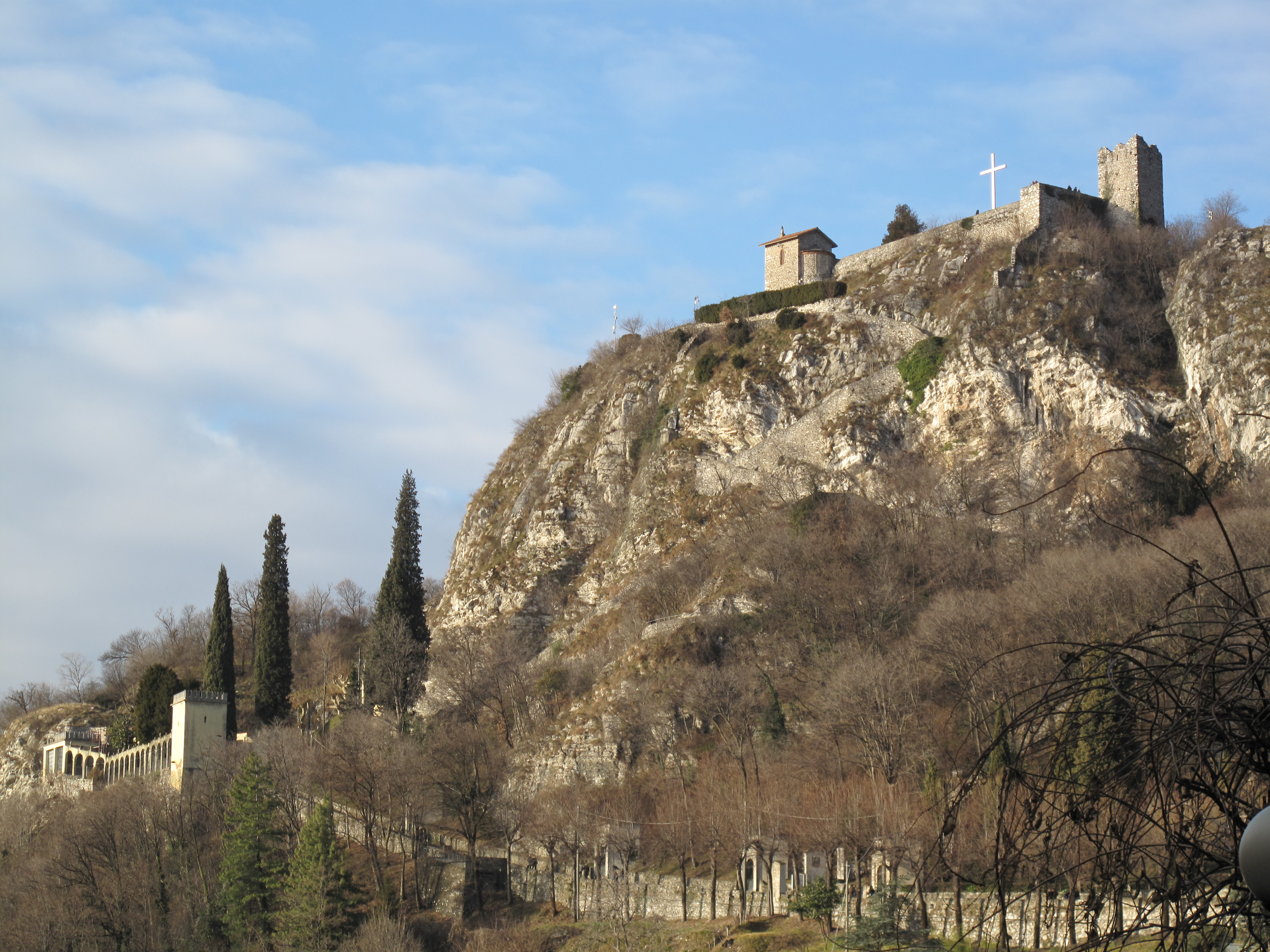
Il castello dell'Innominato in cima al Sacro Monte di Somasca

Castello dell'Innominato
Situato al di sopra della frazione di Somasca prende il nome dall'Innominato, personaggio de I promessi sposi, in quanto la tradizione vuole che per la descrizione del castello nel romanzo il Manzoni abbia fatto riferimento proprio a questo edificio. In origine il castello era una torre di segnalazione di un sistema di fortificazione carolingio dato che è stato menzionato per la prima volta nel 1158. Il castello fu utilizzato durante le lotte tra guelfi e ghibellini iniziate con la faida tra i Visconti e i Della Torre per poi diventare definitivamente di proprietà della Repubblica di Venezia nel 1454. A seguito della guerra scoppiata tra la Francia e Venezia l'8 settembre 1509 i francesi smantellarono il castello che fu poi restaurato e abitato da san Girolamo Emiliani nel 1534. Il castello fu definitivamente distrutto dai cannoni russi nel 1799 durante lo scontro tra i francesi e gli austro-russi per la conquista di Lecco.

### Altro

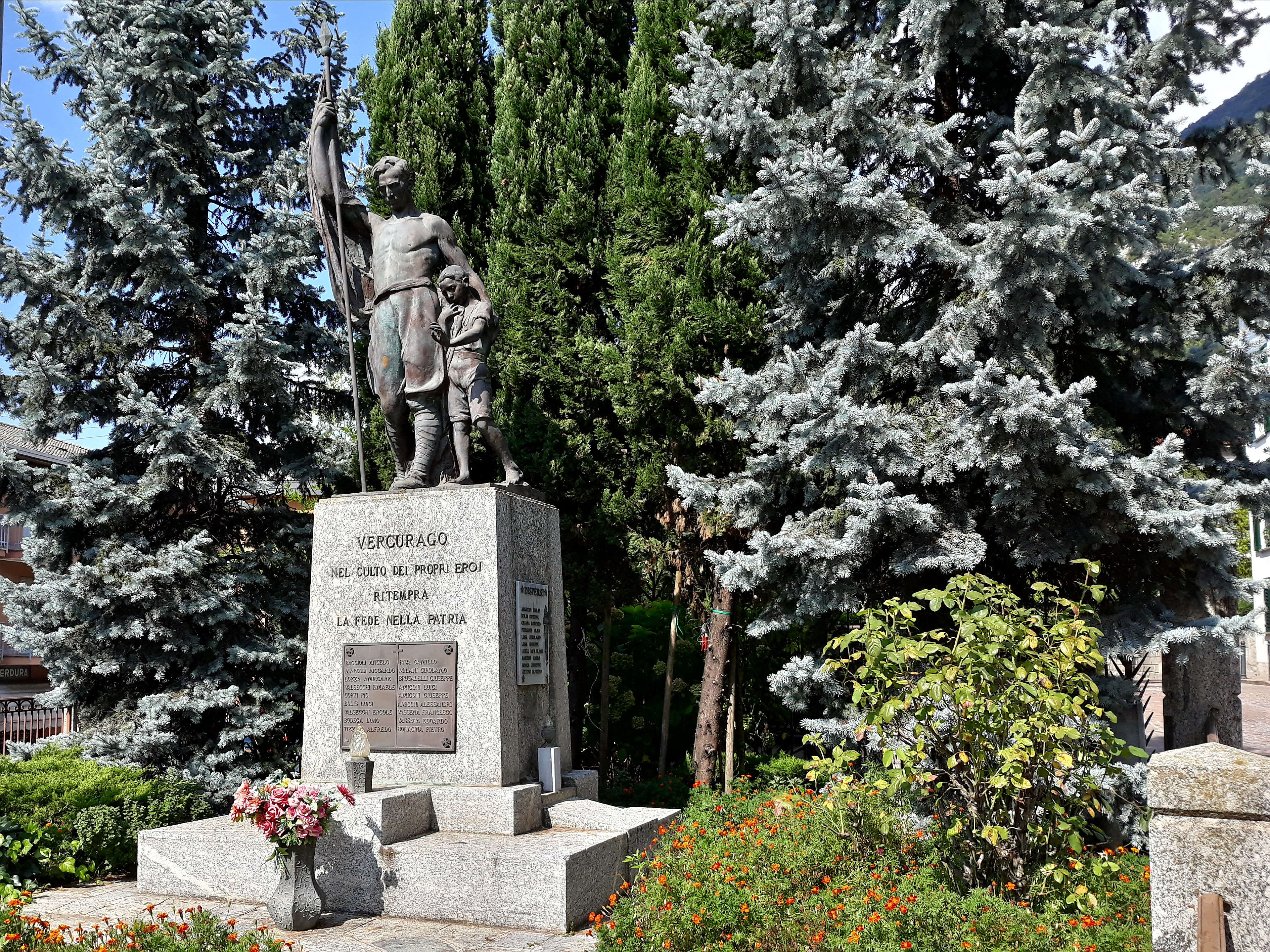
Il monumento ai caduti delle due guerre mondiali

Monumento ai caduti delle due guerre mondialiSituato in un'aiuola all'ingresso del centro storico il monumento è costituito da una statua bronzea realizzata da Angelo Montegani nel 1926 posta su un basamento granitico. La statua raffigura un soldato che regge il tricolore e che abbraccia un bambino mentre sul basamento su cui poggia sono poste le lapidi bronzee con i nomi dei caduti vercuraghesi nella prima e nella seconda guerra mondiale. Sul lato del basamento sono scritti su una targa marmorea i nomi dei dispersi e nel centro è ornato dalla scritta bronzea: «vercurago nel culto degli eroi ritempra la fede nella patria».
Monumento ai caduti di SomascaPosto vicino al santuario di San Girolamo Emiliani, è composto da una lapide con i nomi dei diciassette giovani morti nel corso delle due guerre sormontata da una nicchia contenente un affresco inaugurato con una messa il 15 luglio 2018. L'affresco, dipinto da Rosalba Citera, raffigura nel centro la Madonna incoronata con due angeli che le sorreggono il mantello aperto così come le braccia che proteggono il giovane che ha donato la sua vita.
L'AbbraccioSituato nel piazzale vicino al cimitero, si tratta di una statua in marmo di Carrara alta 3,2 m e del peso di 750 kg scolpita da Antonio Guerra. La statua raffigura san Girolamo Emiliani e beata Caterina Cittadini immersi in un fascio di luce all'interno del quale è incastonato il mondo, questi due elementi ultraterreni inoltre ricordano le opere del pittore vercuraghese Gianni Secomandi. La statua fu commissionata nella primavera 2002 e i primi schizzi risalgono all'autunno dello stesso anno, fu poi inaugurata il 2 giugno 2005. La targa posta sul basamento in cemento riporta il nome della statua e la dedica dell'allora sindaco Antonio Benedetto Moretti ai vercuraghesi corredata dalla fase di Cicerone: «onora la giustizia e rispetta i valori, ma più d'ogni altra cosa ama la patria. tale è la vita che conduce al cielo».

## Società

### Evoluzione demografica
Abitanti censiti

### Etnie e minoranze straniere
I dati dell'Istituto nazionale di statistica rilevano al 1º gennaio 2024 una popolazione straniera residente di 147 persone, pari a circa il 5,5% della popolazione residente a Vercurago. La comunità maggiormente rappresentata è la seguente:
1. Egitto, 22

### Lingue e dialetti
Il dialetto parlato a Vercurago è inserito nel sistema della lingua lombarda. In gran parte affine al dialetto bergamasco, per via dell'appartenenza storica alla città di Bergamo, il vernacolo locale riprende anche diversi fonemi utilizzati nel dialetto lecchese, che risulta più simile al dialetto milanese che al bergamasco. La commistione di questi due dialetti deriva dalla posizione di confine che il paese di Vercurago ha assunto per oltre tre secoli. L'appartenenza alla Repubblica di Venezia e la vicinanza al Ducato di Milano hanno quindi permesso la formazione di questo continuum dialettale parlato esclusivamente nella regione lecchese della Valle San Martino.

### Religione
La principale confessione religiosa è il cristianesimo celebrata con il rito ambrosiano così come nella vicina arcidiocesi di Milano, a cui la parrocchia di Vercurago appartenne fino al 1566. Nel comune sono presenti due parrocchie appartenenti alla diocesi di Bergamo: la parrocchia di Vercurago dedicata santi Gervasio e Protasio nata nel 814 e la parrocchia riferita alla frazione di Somasca nata nel 1564 e intitolata a san Bartolomeo apostolo e a san Girolamo Emiliani. Nella frazione di Somasca hanno sede le due congregazioni religiose del comune: quella delle Suore orsoline di San Girolamo fondata da beata Caterina Cittadini nel XIX secolo e quella dei chierici regolari di Somasca fondata da san Girolamo Emiliani nel XVI secolo che dal 1967 gestisce una comunità di accoglienza.

### Tradizioni e folclore
Nella frazione di Somasca ogni 8 febbraio si celebra con la messa la festa patronale che ricorre nell'anniversario della morte di san Girolamo Emiliani e la prima domenica successiva si tengono rispettivamente la fiera di san Girolamo presso il piazzale della basilica e la fiera della Valletta nel centro storico di Somasca. A Somasca il ricordo della sua morte è celebrato fin dal XVI secolo, ma nel 1769, due anni dopo la canonizzazione del santo, fu stabilita come data ufficiale il 20 luglio, data che rimase in vigore sino al 1965, quando con il Concilio Vaticano II questa fu spostata all'8 febbraio.

## Cultura

### Scuole
Nel territorio comunale sono presenti: un asilo nido, una scuola dell'infanzia, una scuola primaria e una scuola secondaria.

### Biblioteca
La biblioteca comunale fu istituita nel 1972 per poi essere intitolata nel 1983 al pittore vercuraghese Gianni Secomandi. Nel 1994 la sede fu spostata da piazza Marconi, nel centro storico del paese, a un edificio di nuova costruzione posto nei pressi della scuola primaria. Nel 2022 la sede della biblioteca è stata trasferita in un edificio nei pressi del municipio. La biblioteca aderisce al Sistema Bibliotecario del Territorio Lecchese ed è possibile interrogare il catalogo on-line della biblioteca.

### Musei
La casa museale "Le sorgenti" è l'unico museo del comune, localizzato a Somasca appartiene alle Suore orsoline di San Girolamo ed è stato aperto al pubblico nel 2000. La raccolta museale è costituita dagli oggetti e dai mobili utilizzati da beata Caterina Cittadini nella sua attività di accudimento delle orfane e l'allestimento è volto a riprodurre con accuratezza storica gli ambienti dell'orfanotrofio. L'edificio in cui è contenuta la raccolta risale al XVII secolo, precedentemente adibito a tintoria è stato poi convertito in orfanotrofio femminile nel 1826 dalle sorelle Giuditta e Caterina Cittadini.

### Cucina
La presenza del lago di Garlate ha storicamente permesso ai comuni circostanti il consumo del pesce d'acqua dolce che attualmente viene servito durante la sagra del pesce, una manifestazione che si svolge nella maggior parte dei comuni lariani. La fauna ittica presente nel bacino idrico è costituita prevalentemente da scardole, cavedani, triotti, alborelle, carpe e tinche e a partire dagli anni sessanta il degrado ambientale ha provocato la scomparsa di alcune specie quali il lavarello, il temolo e la trota marmorata.
Un piatto molto diffuso della cucina bergamasca è la polenta e osei, polenta con uccellini allo spiedo. La farina gialla, l'ingrediente fondamentale della polenta, era direttamente macinata a Somasca che per molto tempo ospitò anche diverse culture di granoturco. L'abbondanza dei castagni lungo la fascia collinare di Somasca ha consentito il consumo delle castagne in sostituzione al grano, una coltura difficoltosa in questo territorio.

## Geografia antropica

### Urbanistica

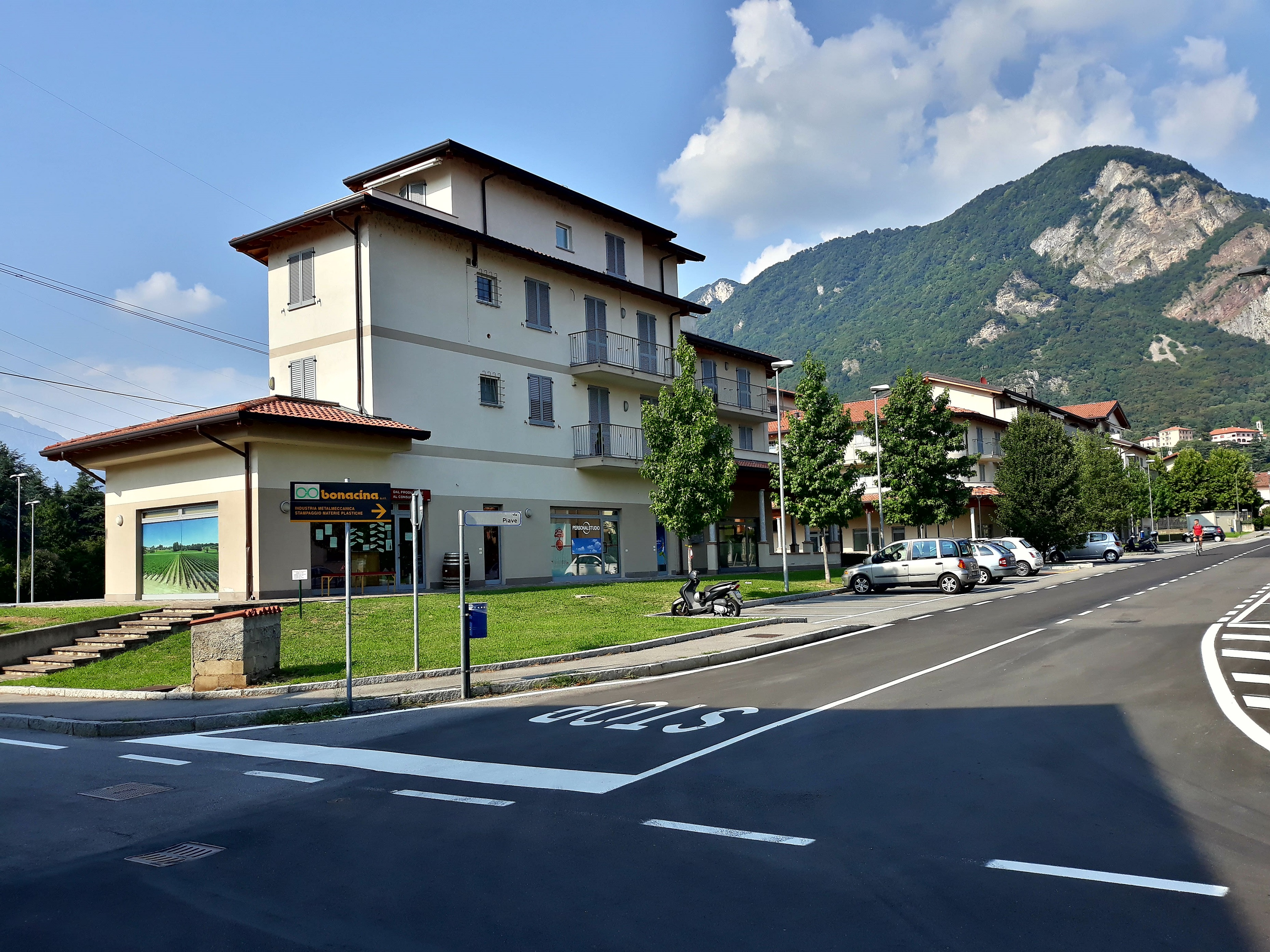
Il complesso residenziale sorto sull'ex-area industriale

Fino al XIX secolo l'abitato di Vercurago si sviluppò attorno alla chiesa dei Santi Gervasio e Protasio e nei pressi della dogana al confine con Lecco. Il centro storico è caratterizzato da due strade principali e da piazza Marconi su cui si affacciano le costruzioni più antiche. La frazione di Somasca è raggiungibile grazie a una strada posta in località Galavesa e da due scalinate che partono dal centro storico. Il paese di Somasca si sviluppa intorno al santuario di San Girolamo Emiliani ed è da qui che partono le strade che portano verso le altre località montane del territorio.
Nel secondo dopoguerra il rapido incremento demografico permise alla città di espandersi lungo la strada provinciale e il lago, in seguito a questo ampliamento la ferrovia provocò a una divisione della città in due metà collegate da sottopassaggio e da un passaggio a livello. Lo sviluppo edilizio interessò, anche se in minor misura, la frazione di Somasca. A partire dagli anni duemila l'ex-area industriale occupata dallo stabilimento Pirelli è stata parzialmente riconvertita in un complesso residenziale e nel 2015 è stata inaugurata una pista ciclabile panoramica lungo le rive l'Adda che permette di collegare Trezzo sull'Adda a Lecco.

### Frazioni

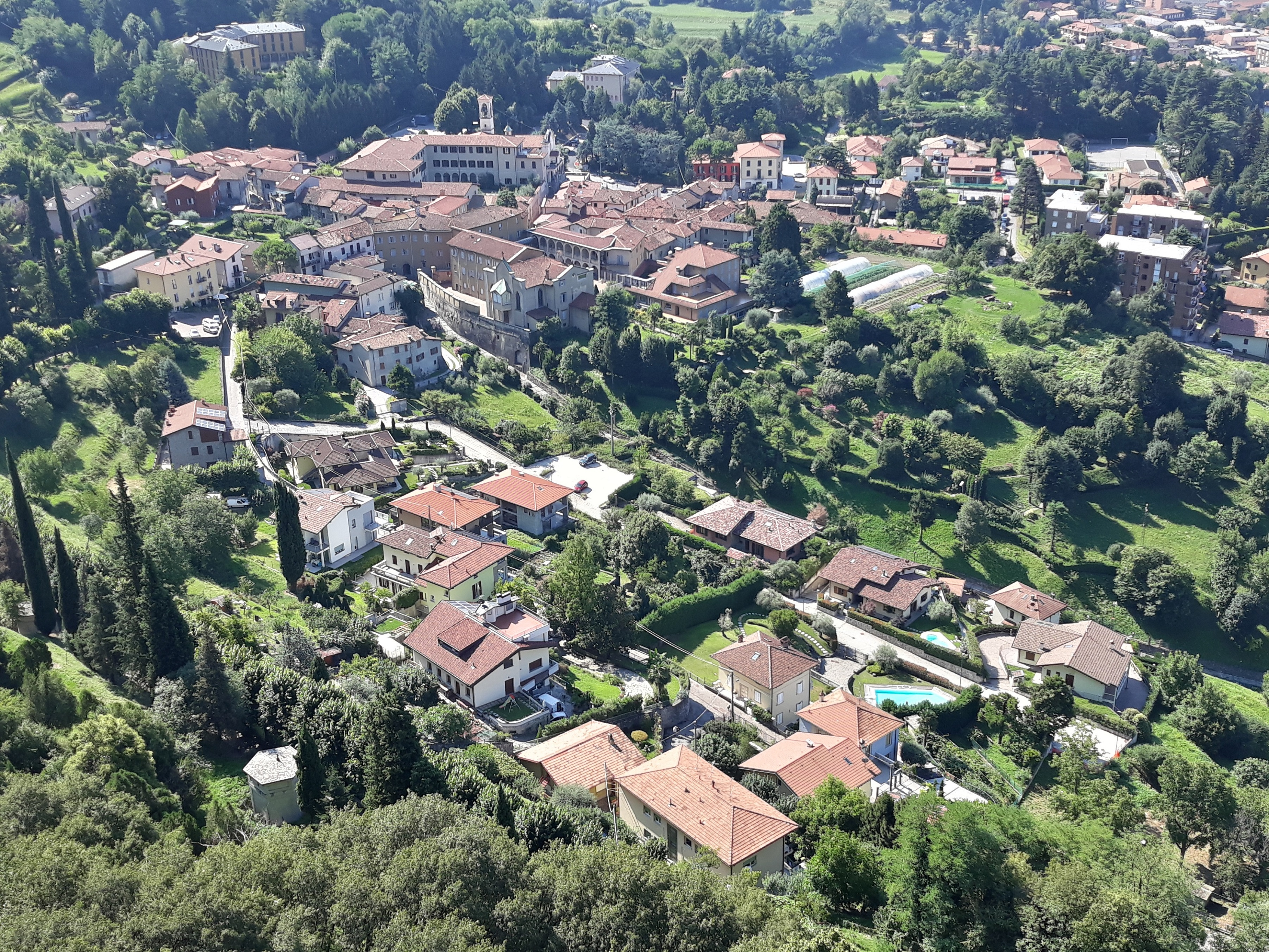
Vista di Somasca dal castello dell'Innominato

SomascaOltre al centro cittadino, il comune di Vercurago comprende la sola frazione di Somasca che è posta nella fascia collinare del paese. Somasca fu nominata per la prima volta nel 1299 all'interno del Liber Notitiae Sanctorum Mediolani di Goffredo da Bussero e rimase contrada di Vercurago fino al XVII secolo dato che fu citata per la prima volta come comune autonomo nel 1652. Con l'arrivo dei francesi e la nascita della Repubblica Cisalpina il 26 settembre 1798 Somasca fu definitivamente aggregata al comune di Vercurago.

#### Altre località del territorio
- Galavesa, si trova sul confine con Calolziocorte lungo la strada provinciale. Il nucleo abitativo si è sviluppato attorno alla casa padronale degli Scola che nel 1891 è diventata l'istituto per frenastenici fondato da Antonio Gonelli-Cioni, gli edifici che lo compongono sono in gran parte quelli destinati alla residenza dei braccianti oltre a una piccola cappella che serviva la casa padronale.
- Folla, si trova nella frazione di Somasca lungo il torrente Gallavesa. Le prime testimonianze risalgono alla fine del XV secolo, quando è menzionata una fóla, termine che indica una macchina idraulica dedicata alla battitura e il lavaggio dei panni.[123]
- Cascina Malvada, come la Folla è situata a Somasca lungo il corso del torrente Gallavesa.
- Cascina Beseno, è una località montana e rurale come la Cascina Provada.
- Cascina Provada.[124]

## Economia

### Agricoltura
Fino alla fine del XIX secolo il territorio si basava su un'economia contadina. Non essendo possibile l'agricoltura estensiva la produzione era caratterizzata per lo più da un'agricoltura di sussistenza, anche se nella frazione di Somasca veniva coltivato granoturco a sufficienza da essere esportato nei comuni limitrofi sotto forma di farina gialla. Analogamente a molte città dell'Italia settentrionale nei boschi di Somasca era diffusa la castanicoltura che viene ancora praticata, inoltre nel XIX secolo buona parte degli abitanti si dedicava alla coltivazione del gelso le cui foglie venivano usate nell'allevamento del baco da seta. Con l'industrializzazione la produzione agricola si è notevolmente ridotta, focalizzandosi sulla produzione di ortaggi.

### Industria e artigianato

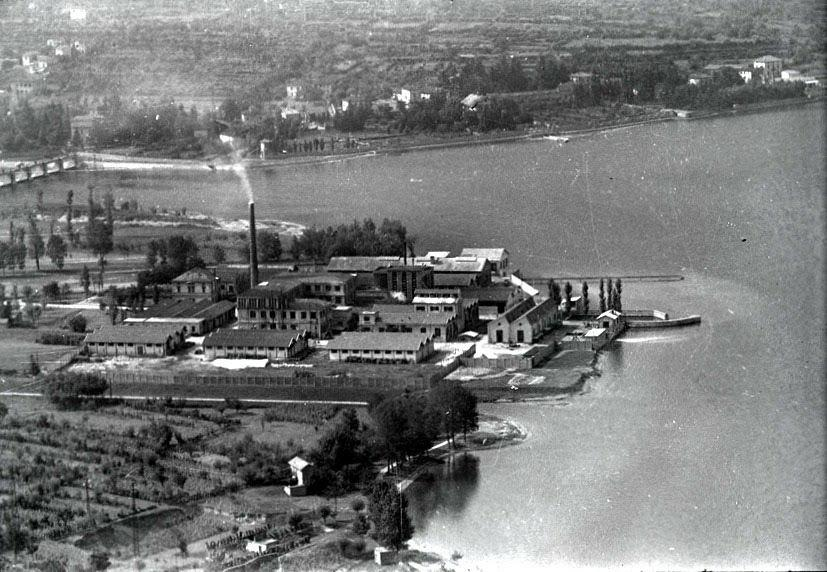
Lo stabilimento della Pirelli

La produzione della seta fu una delle principali attività economiche dell'Italia settentrionale fino ai primi anni del XX secolo, e a Vercurago la presenza del torrente Gallavesa consentì l'aperura di alcuni magli e filande per la lavorazione della seta. Una volta tessuta la seta veniva portata sulle rive del lago e qui smerciata in un porticciolo attivo fin dal XVI secolo come punto di interscambio tra la Repubblica di Venezia e la Repubblica delle Tre Leghe. Nel corso del XIX secolo si svilupparono nuove manifatture artigianali, in particolare nel 1889 a Vercurago si annotava la presenza di diverse officine dedite alla tornitura del legno e del ferro, inoltre era presente un pastificio e un'azienda che produceva dinamo elettriche.
Nel 1917 la Pirelli inaugurò uno stabilimento industriale per sintetizzare alcune sostanze chimiche utilizzate nella fabbricazione della gomma. Costruito nei pressi della foce del Gallavesa, l'impianto alimentava i suoi processi industriali con l'energia idroelettrica del torrente. Durante gli anni del boom economico la fabbrica impiegava circa centocinquanta operai, ma con il declino dell'industria chimica italiana lo stabilimento fu ceduto nel 1967 all'ACNA per poi essere definitivamente chiuso nel 1987. Il comune ospita una cinquantina di attività produttive che per la maggior parte operano nell'industria metalmeccanica e nella lavorazione del legno.

### Turismo
Le principali attrattive turistiche di Vercurago sono la spiaggia e la pista ciclabile che congiunge Olginate, Garlate e Lecco. La frazione di Somasca invece è frequentata per la presenza del Sacro Monte di Somasca e del castello dell’Innominato, l'edificio che ispirò l'ambientazione di alcuni capitoli de I promessi sposi. A Somasca è presente anche un sentiero escursionistico che collega il paese a Erve.

## Infrastrutture e trasporti

### Strade
Il paese è attraversato per tutta la sua lunghezza dalla strada statale 639 dei Laghi di Pusiano e di Garlate che collega i capoluoghi di provincia: Como, Lecco e Bergamo.

### Ferrovie
La stazione di Vercurago-San Girolamo è una fermata di Rete Ferroviaria Italiana servita solo da alcuni treni regionali Trenord  che circolano tra Lecco e Bergamo lungo la ferrovia Lecco-Brescia,.  La stazione è posta sul tronco comune alla linea Milano-Lecco.

### Mobilità urbana
La mobilità urbana e interurbana è garantita dagli autoservizi gestiti dalla società Linee Lecco e da Arriva Italia nella quale confluì il precedente gestore SAB Autoservizi.

## Amministrazione

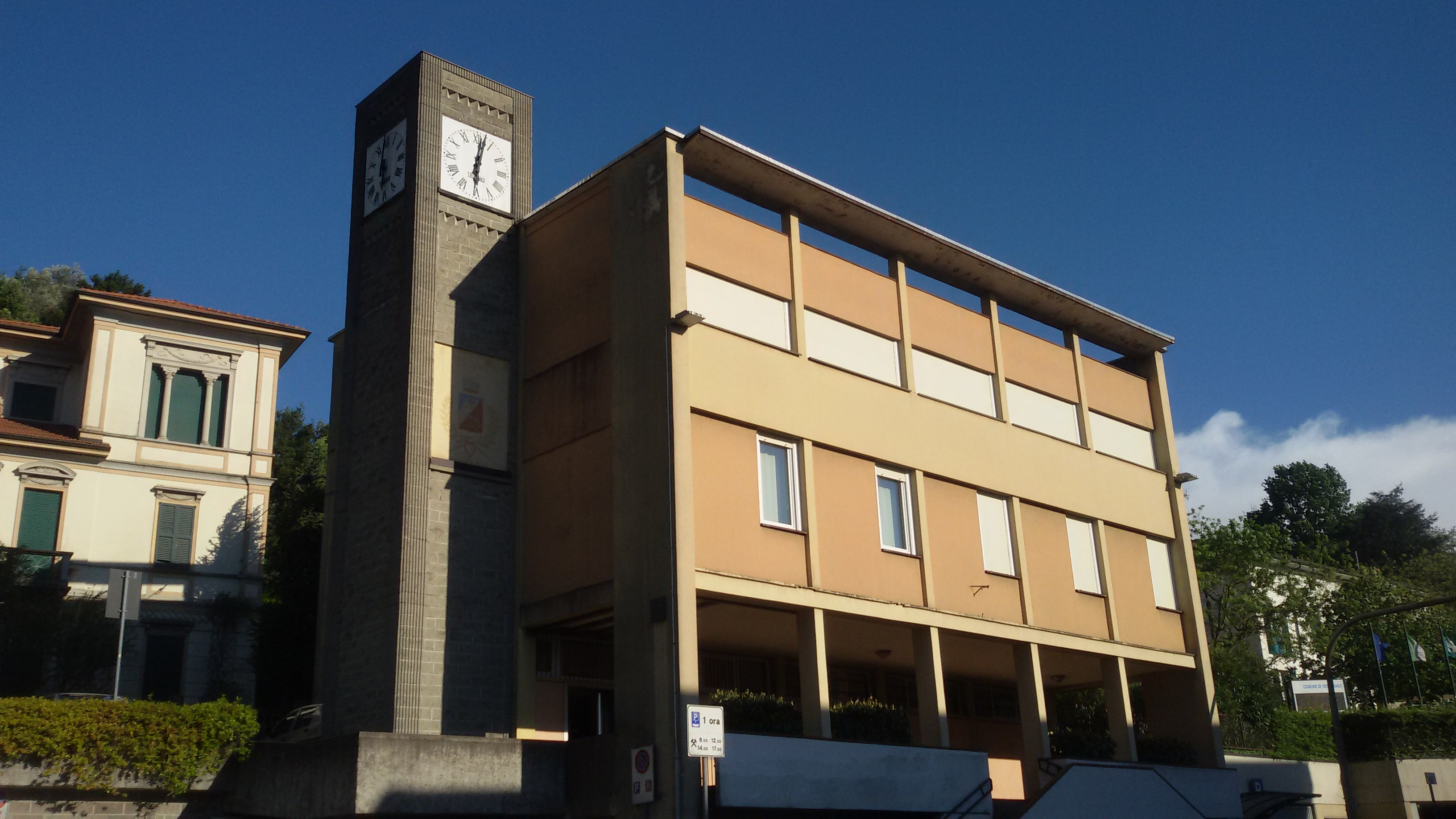
Il municipio affiancato dalla villa Borgomanero

Sul sito del Ministero dell'interno sono disponibili i dati di tutte le elezioni amministrative di Vercurago dal 1995. I dati precedenti sono archiviati presso l'archivio storico comunale.
| Periodo        | Periodo        | Primo cittadino      | Partito                              | Carica  | Note    |
| -------------- | -------------- | -------------------- | ------------------------------------ | ------- | ------- |
| 24 aprile 1995 | 12 giugno 2004 | Antonio Moretti      | Lista civica di centro               | Sindaco | [ 143 ] |
| 14 giugno 2004 | 25 maggio 2019 | Carlo Greppi         | Lista civica - Ancora Insieme        | Sindaco |         |
| 28 maggio 2019 | 9 maggio 2024  | Paolo Giovanni Lozza | Lista civica - Insieme per Vercurago | Sindaco |         |
| 10 giugno 2024 | in carica      | Roberto Maggi        | Lista civica - Insieme per Vercurago | Sindaco |         |

### Altre informazioni amministrative
Il comune di Vercurago fa parte delle seguenti organizzazioni sovracomunali:
- Comunità montana Lario Orientale - Valle San Martino[144]
- Parco dell'Adda Nord (fascia costiera)[145]
- Patto dei sindaci[146]

## Sport
Nel comune hanno sede alcune associazioni sportive dilettantistiche: l'Associazione Calcio Vercurago, l'ADB Basket Vercurago, la squadra di pallavolo O.S.G.B. Vercurago e la Victory Vercurago, una squadra di inter-crosse fondata nel 1996 e quattro volte vincitrice della coppa europea.
Sul lago è attiva l'ASD Canoa Kayak 90, fondata nel 1978 con il nome di Canoa Club Tre Stelle. Annualmente si svolge il torneo del trofeo Arnaldo Mondonico, una regata di lucie a cui partecipano, oltre a Vercurago, anche i comuni rivieraschi di Abbadia Lariana, Bellano, Calolziocorte, Dervio, Garlate, Malgrate, Olginate, Oliveto Lario e Pescate.

### Impianti sportivi
Il comune dispone di un centro sportivo realizzato negli anni novanta costituito da un campo da calcio e un campo da calcio a 5 regolamentari e di altri due campi di minori dimensioni, di cui uno da pallavolo. Adiacente alla scuola primaria e coevo al centro sportivo è presente il palasport "PalaNovella".